# Scotolathys
Scotolathys simplex es una especie de araña araneomorfa de la familia Dictynidae. Es la única especie del género monotípico Scotolathys.  

## Distribución
Es originaria de Argelia,  Francia, Grecia y Ucrania.